# De Fire Forbehold
De Fire Forbehold er Sonja Halds opfølger på deres debutalbum Vækstplanen. Det blev udgivet på REO Records den 21. april 2016. 
Sangen "De Sidste" fik en vis airplay hos Danmarks Radio.

## Spor
| #  | Titel                           | Længde |
| -- | ------------------------------- | ------ |
| 1. | "De Sidste (feat. Johan Olsen)" | 3:19   |
| 2. | "Vilde Kaniner"                 | 3:43   |
| 3. | "Pipfugl (Det Brune Segment)"   | 3:30   |
| 4. | "Vækstplanen (Live)"            | 4:24   |